# Dzintar Klavan
Dzintar Klavan (18 juni 1961) is een voormalig profvoetballer uit Estland, die speelde als middenvelder gedurende zijn carrière. Hij sloot zijn loopbaan in 1999 af bij FC Warrior Valga na eerder voor JK Tulevik Viljandi en FC Flora Tallinn te hebben gespeeld. Zijn zoon Ragnar Klavan (1985) speelt sinds 2003 ook voor de nationale ploeg.

## Interlandcarrière
Klavan kwam in totaal negentien keer (nul doelpunten) uit voor de nationale ploeg van Estland in de periode 1993-1995. Hij maakte zijn debuut onder leiding van bondscoach Uno Piir in de vriendschappelijke wedstrijd tegen Letland op 21 februari 1993 in Vantaa. Klavan verving collega-debutant Aleksandr Olerski in de rust van dat duel, dat Estland met 2-0 verloor door treffers van Rolands Bulders en Aleksejs Semjonovs.

## Erelijst
FC Flora Tallinn
- Meistriliiga

1994, 1995
- Estische voetbalbeker

1995